# Tara Nott
Tara Nott, verheiratete Cunningham, (* 10. Mai 1972 in Del Rio, Texas) ist eine US-amerikanische Gewichtheberin. Sie war die erste Olympiasiegerin im Gewichtheben.

## Werdegang
Tara Nott begann ihre sportliche Karriere als Turnerin und gehörte ab 1990 zum Fußball-Team des Colorado Colleges. Sie machte im Fußball Karriere und war Kapitän des 1995 Olympic Sports Festival Teams. Bei den Olympischen Spielen 1996 in Atlanta sah sie erstmals Gewichtheben und entschied sich spontan für diese Sportart. Noch im selben Jahr wurde sie US-amerikanische Meisterin im Gewichtheben. Im Jahr 2000 nutzte sie die Gunst der Stunde und gewann, sich in einer hervorragenden Form befindend, die Goldmedaille bei den Olympischen Spielen in Sydney in der Klasse bis 48 kg Körpergewicht. Ihr half dabei aber auch, dass die bis dahin führende Isabela Dragnewa aus Bulgarien wegen Dopings disqualifiziert werden musste. Sie ist verheiratet mit dem ehemaligen Ringer Casey Cunningham.

## Internationale Erfolge
(OS = Olympische Spiele, WM = Weltmeisterschaft, EM = Europameisterschaft)
- 1998, 6. Platz, WM in Lahti, bis 48 kg, mit 167,5 kg, Siegerin: Li Yunli, China, 182,5 kg vor Chu Nan-Mei, Thailand, 172,5 kg;
- 1999, 1. Platz, PanAm Games in Winnipeg, bis 48 kg, mit 177,5 kg, vor Leydi Zuluaga, Kolumbien und Quillermina Candelario, Dominikanische Republik;
- 1999, 9. Platz, WM in Athen, bis 48 kg, mit 175 kg, Siegerin: Donka Mintschewa, Bulgarien, 192,5 kg und Sri Indriyani, Indonesien, 185 kg;
- 2000, Goldmedaille, OS in Sydney, bis 48 kg, mit 185 kg, vor Lisa Rumbewas Raema, Indonesien, 185 kg und Sri Indriyani, 182,5 kg;
- 2002, 7. Platz, WM in Warschau, bis 53 kg, mit 185 kg, Siegerin: Ri Song-Hui, Nordkorea, 225 kg vor Li Xuejiu, China, 222,5 kg;
- 2003, 1. Platz, PanAm Games in Santo Domingo, bis 48 kg, vor Candelario und Remigia Arcila, Mexiko
- 2004, 10. Platz, OS in Athen, bis 48 kg, mit 172,5 kg, Siegerin: Nurcan Taylan, Türkei, 210 kg vor Li Zhuo, China, 205 kg (Anm.: als Tara Cunningham)

## USA-Meisterschaften
- 1996, 1. Platz, bis 50 kg, mit 127,5 kg, vor Kelly Rexroad, 127,5 kg;
- 1997, 1. Platz, bis 50 kg, mit 155 kg, vor Kelly Rexroad, 137,5 kg;
- 1998, 3. Platz, bis 53 kg, mit 175 kg, hinter M. Pritchard-Kosoff, 192,5 kg und Robin Goad, 182,5 kg;
- 1999, 1. Platz, bis 48 kg, mit 172,5 kg, vor Loreean Briner, 147,5 gk und Kelly Rexroad, 140 kg;
- 2000, 1. Platz, bis 48 kg, mit 177,5 kg, vor Robin Goad, 177,5 kg und Andrea Lyons, 145 kg;
- 2002, 1. Platz, bis 53 kg, mit 185 kg, vor Amber Davis, 157,5 kg;
- 2003, 1. Platz, bis 48 kg, mit 175 kg, vor Jodie Wilhito, 160 kg